# Судово-Вишнянський район
Судово-Вишнянський район — колишній район Дрогобицької області з центром у місті Судова Вишня.

## Історія
10 січня 1940 року політбюро ЦК КП(б)У на своєму засіданні обговорило питання про районний поділ Дрогобицької області, зокрема ухвалено створити Судово-Вишнянський район.
Однак, вже 25 червня 1941 року радянські війська були вимушені залишити Судову Вишню, а район призупинив свою діяльність.
Втім 24 липня 1944  радянські війська оволоділи районним центром Дрогобицької області Судова Вишня.
У вересні 1959 року район припинив своє функціонування, а його територія увійшла до складу Мостиського району Львівської області.

## Територія району
Окрім міста Судова Вишня, до складу району входило ряд сіл, серед них Дидятичі, Макунів, Тулиголове, Дмитровичі, Шишоровичі, Твіржа, Стоянці, Мистичі, Кульматичі, Мокряни Малі, Мокряни Великі, Довгомостиська, Санники, Орховичі, Никловичі, Волчищовичі, Вуйковичі, Королин, Загороди.

## Економіка, торгівля
Станом на останній квартал 1949 року у районі працювали: у районному центрі цегольня, два млини, пекарня та МТС. Також млини працювали в Стоянцях, Никловичах, Загородах. У селі Макунів працював торфозавод.

## Судововишнянський райком КП(б)У
Одразу після входження території Галичини до складу УРСР почалось створення осередків КП(б)У, зокрема у січні 1940 року створено Судововишнянський райком КП(б)У, однак протягом червня 1941 – вересня 1944 року він не функціонував через німецьку окупацію. У жовтні 1952 року його перейменовано на Судово-Вишнянський райком КПУ. Ліквідований у вересні 1959 р. після ліквідації Судово-Вишнянського району, територія якого відійшла до Мостиського району.
Судово-Вишнянський райком КП(б)У складався з наступних підрозділів: Бюро (загальний відділ), організаційно-інструкторський відділ (з 1949 р. - відділ партійних, профспілкових та комсомольських організацій), сектор партійної статистики, відділ пропаганди й агітації, сільськогосподарський відділ, військовий відділ, відділ по роботі серед жінок, відділ кадрів.

## Політичні репресії
У серпні 1947 комісар Дрогобицького облвійськкомату скерував записку голові облвиконкому і начальнику Управління НКДБ про те, що в ряді районів області, у тому числі і Судово-Вишнянському під впливом націоналістичної пропаганди військовозобов’язані відмовляються служити в радянській армії, не з’являються у військкомати, або ж розбігаються внаслідок дій озброєних формувань УПА. Пропонувалось по лінії МДБ і МВС виявляти й ізольовувати керівників груп “бандерівців”, серед населення проводити роз’яснювальну роботу, військовозобов’язаних супроводжувати з озброєною охороною, а в разі їх неявки призов проводити примусово.
У листопаді 1949 року з сіл Мокряни Великі та Мокряни Малі на Сибір було вивезено 36 родин. Також у цих селах з’явився тиф.
У жовтні-грудні 1949 року на території району дислокувалось 50 прикордонників та 50 чоловік військ МГБ. Контрольний пункт для прикордонників був на залізничній станції Судова Вишня і «Комарова гора» на трасі Львів-Перемишль, де перевіряли усіх, хто рухався в бік кордону. Також прикордонники брали участь в операціях проти українських підпільників. Війська МГБ, які діяли проти українського підпілля поділено на групи по 9-12 чоловік, але вони також займались грабунком селян.
Формально колгоспи організовані у всіх селах, однак реально працювали тільки деякі, найкращим був імені Сталіна у селі Дитятичі, однак навіть там при посіві озимих не дотримувались технології. В таких селах, як Тулиголове, Волостків та Стоянці та інші було посіяно по 10-15 га. Натомість індивідуальні господарства в Стоянцях засіяли 150 га.
14 листопада 1950 року на Сибір було вивезено 25 родин з сіл Дмитровичі, Кульматичі, Шешеровичі, Макунів, Мокряни Великі, Передмістя. У селах Саники, Мистичі, Тулиголове, Дмитровичі восени 1950 року сільські голови були арештовані або їх взагалі не було. Натомість у селах Орховичі, Никловичі, Макунів, Дидитичі, Кульматичі, Волчищовичі, Вуйковичі, Королин, Твірж, Довгомостиська і Солом’янка були загони «стребків», загальним числом 55 чоловік.

## Судововишнянський район в адміністративному поділі ОУН
Адміністративно-територіальний поділ, який застосовувався в ОУН та УПА не відповідав офіційно прийнятому в УРСР. Зокрема лише навесні 1945 року була створена Дрогобицька округа ОУН до якої увійшов Судово-Вишнянський район.